# جاشوا آینده و حال
جاشوا آینده و حال (به انگلیسی: Joshua then and Now) یک فیلم سینمایی کانادایی محصول سال ۱۹۸۵ میلادی به کارگردانی تد کاچف و بر اساس رمان نیمه اتوبیوگرافی " جاشوا آینده و حال" اثر مردکای ریچلر اقتباس شده است.

## بازیگران
- جیمز وودز - جوشوا شاپیرو
- گابریل لازور - پائولین شاپیرو
- آلن آرکین - روبن شاپیرو
- مایکل سرازین - کوین هورنبی
- لیندا سورنسون - استر شاپیرو
- آلن اسکارف - جک تریمبل
- کن کمپبل - سیدنی مرداک
- کیت Trotter - جین Trimble
- الکساندر ناکس - سناتور هورنبی
- اریک کیمل - جوشوا شاپیرو جوان
- چاک شماتا - سیمور کاپلان
- یووال کرنرمان - سیمور کاپلان جوان
- رابرت جوی - کالین فریزر
- هاروی اتکین - دکتر جاناتان کول
- پل هچت - الی سلیگسون
- اندرو پاول - رالف مرداک
- جک رایدر - دکتر دانزینگر
- تالیا روبین - سوزی شاپیرو
- رابرت هوارد - الکس شاپیرو
- گوردون مایکل وولوت - تدی شاپیرو

## جوایز
- برنده پنج جایزه جینی در سال ۱۹۸۶.
- نامزد دریافت ۱۲ جایزه جن در سال ۱۹۸۶ ، از جمله بهترین فیلمبرداری ، بهترین کارگردان و بهترین فیلمنامه.
- ورود کانادا در جشنواره کن سال ۱۹۸۵ . [۲]